# Livade
 Ovo je glavno značenje pojma Livade. Za druga značenja pogledajte Livade (razdvojba).
Livade su naselje u Republici Hrvatskoj u sastavu Općine Oprtalj u Istarskoj županiji. 

## Gospodarstvo
Termalno lječilište Istarske toplice nalazi se jedanaest kilometara od Livada.

## Stanovništvo
Prema popisu stanovništva iz 2001. godine naselje je imalo 225 stanovnika te 67 obiteljskih kućanstava.
| broj stanovnika |       |       | 373   | 382   | 380   | 442   |       |       | 391   | 366   | 283   | 192   | 199   | 208   | 225   | 190   | 169   |
|                 | 1857. | 1869. | 1880. | 1890. | 1900. | 1910. | 1921. | 1931. | 1948. | 1953. | 1961. | 1971. | 1981. | 1991. | 2001. | 2011. | 2021. |

## Šport
- NK Livade, nogometni klub